# Charitella nigrescens
Charitella nigrescens är en tvåvingeart som beskrevs av Louis-Paul Mesnil 1977. Charitella nigrescens ingår i släktet Charitella och familjen parasitflugor. Inga underarter finns listade i Catalogue of Life.